# Ivan Jablonka

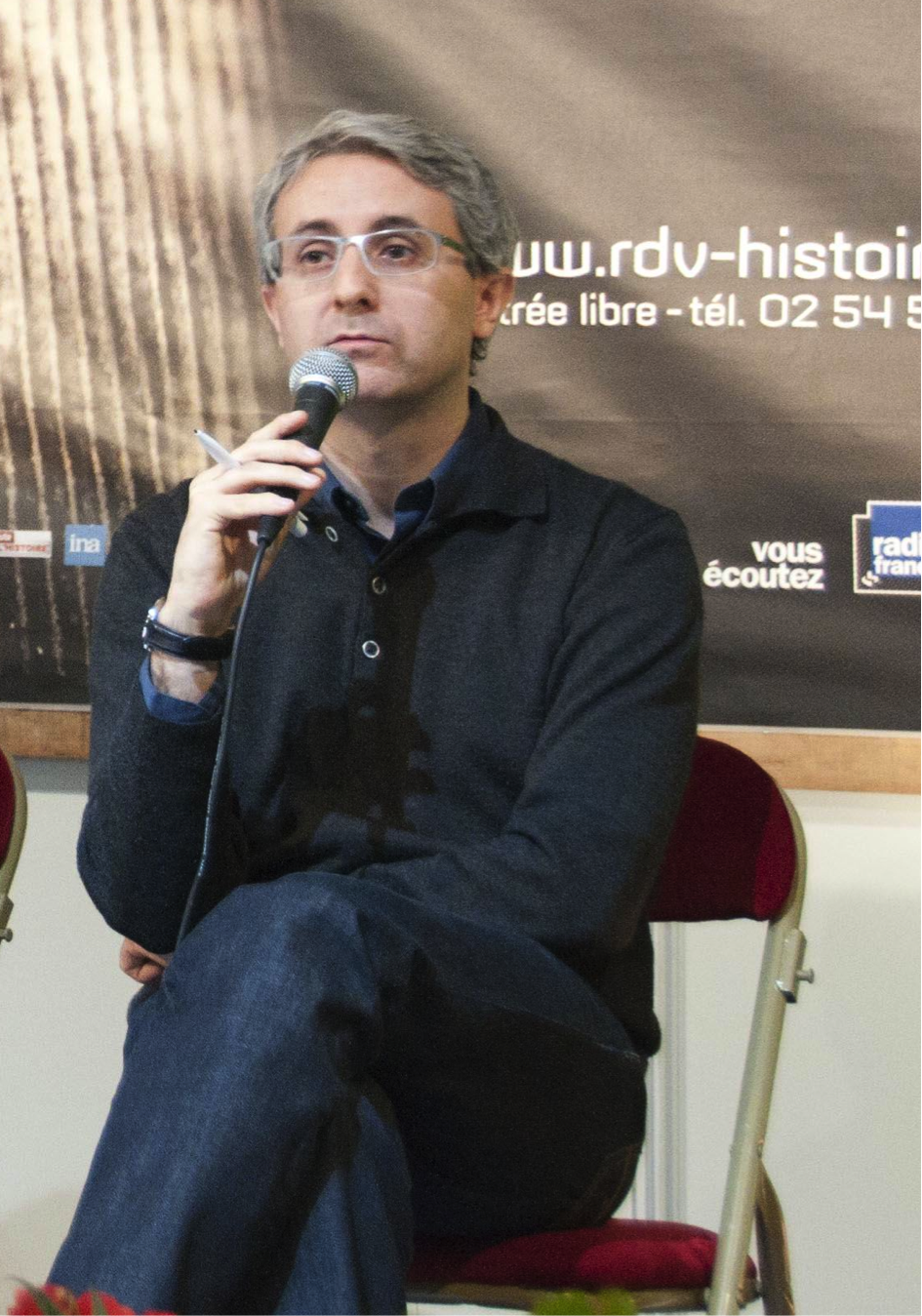

Ivan Jablonka, sinh ngày 23 tháng 10 năm 1973 tại Paris. Ông là sử gia và nhà văn đương đại Pháp. Là tác giả của nhiều tác phẩm nổi tiếng như Đi tìm cuộc đời bị đánh cắp của ông bà tôi (giải Guillou, giải Senat, Leatitia (giải Medicis),... đồng thời là giáo sư sử học tại Đại học Sorbonne Paris Nord.

## Tiểu sử
Sinh ra trong một gia đình trí thức gốc Ba Lan nhập cư vào Pháp trong những năm 1930 trước khi cuộc Thế Chiến 2 nổ ra (cha là kỹ sư vật lý và mẹ là giáo sư văn học). Sau khi tốt nghiệp bằng tú tài ở trường Trung học nổi tiếng Henri-IV, ông đậu vào trường École normale supérieure Paris tốt nghiệp với bằng Agrégation chuyên ngành lịch sử. Đến năm 2004, ông bảo vệ thành công luận án sử học tại đại học Sorbonne. Ông trở thành phó giáo sư sử học đương đại tại trường đại học Maine năm 2005, đến năm 2013 ông trở thành giáo sư sử học tại đại học université Paris-XIII-Nord.
Song song với sự nghiệp nghiên cứu hàn lâm ngành sử học, ông vừa là nhà văn đương đại Pháp (NXB Seuil) vừa là chủ biên của tủ sách Traverse tại NXB Seuil, thành viên ban sáng lập và chủ biên của tờ Tạp chí La vie des Idées (Đời sống tư tưởng)) có uy tín trong giới trí thức Pháp hiện nay.
Từ năm 2022, ông trở thành thành viên ban giám khảo giải thưởng văn chương Marguerite Yourcenar, là một giải thưởng văn học uy tín đã vinh danh các nhà văn như Annie Ernaux, Chantale Thomas, Pascal Quignard, Pierre Michon, Pierre Bayard...

## Sự nghiệp xuất bản
Năm 2003, ông thành lập tủ sách "La Vie des Idées" (Đời sống tư tưởng) ở NXB Đại học Pháp (Presses universitaires de France).
Năm 2007, ông sáng lập tạp chí La vie des Idées (Đời sống tư tưởng) và trở thành chủ biên của tạp chí này.
Từ năm 2009, ông đồng chủ biên cùng với Pierre Rosanvallon tủ sách La République des idées (NXB Seuil), tập hợp nhiều tác phẩm của các nhà xã hội học và nhà nghiên cứu kinh tế như Éric Maurin, Camille Peugny, Robert Castel, François Dubet, Esther Duflo, Gabriel Zucman, Laurent Davezies hay Thomas Piketty.
Năm 2022, ông thành lập tủ sách "Traverse" ở NXB Seuil.

## Sự nghiệp văn chương
Từ năm 2004, ông đã viết cuốn sách tiểu sử nhà văn Jean Genet, một tác phẩm kể về cuộc đời của nhà văn này dưới 3 góc độ: xã hội, chính trị và văn học từ giai đoạn Jean Genet còn là trẻ em mồ côi ở Trung tâm xã hội cho đến giai đoạn nhà văn đấu tranh ủng hộ dân tộc Palestine. Qua tác phẩm này, bằng việc nghiên cứu sâu rộng tác phẩm của Genet, Jablonka muốn chứng minh rằng Jean Genet có những lý tưởng ủng hộ chủ nghĩa quốc xã.
Năm 2005 ông viết cuốn tiểu thuyết đầu tay Âme sœur với bút danh Yvan Améry.
Những năm 2006 và 2007 Ivan Jablonka liên tiếp viết hai tác phẩm tiểu luận lịch sử về trẻ em - Ni père ni mère (Không cha không mẹ) (2006) và Enfants en exil: transfert de pupilles réunionnais en métropole (1963-1982) (Trẻ em và lưu vong), nghiên cứu đối tượng trẻ em chịu đau thương và bị bỏ rơi do hoàn cảnh xã hội hoặc do chiến tranh - đây vốn là đối tượng lịch sử mà ông quan tâm sâu sắc có lẽ một phần do cha ruột ông là một trẻ mồ côi của những nạn nhân thảm sát Do Thái trong Thế Chiến 2.
Đến năm 2012, cuốn tự truyện gia đình Histoire des grands-parents que je n'ai pas eus (Đi tìm những cuộc đời bị đánh cắp của ông bà tôi) kể về lịch sử một gia đình Do Thái, nạn nhân của diệt chủng Do Thái (Shoah) trước và trong Thế Chiến 2, đã khiến tên tuổi của Ivan Jablonka vượt ra khỏi biên giới nước Pháp. Kể từ tác phẩm này ông được xem là một trong những tác giả đương đại sáng giá của văn chương Pháp.
Năm 2016, Ivan Jablonka lại một lần nữa gây ấn tượng văn đàn Pháp với tác phẩm Laëtitia ou la Fin des hommes (Laëtitia hay là sự cáo chung của nam giới), một cuốn truyện tiểu sử trong đó ông điều tra về cuộc đời của cô bé Laëtitia trong một vụ án giết người có thật ở Pháp.

## Tác phẩm tiêu biểu
Histoire des grands-parents que je n'ai pas eus - Seuil, 2012 l(bản tiếng Việt Đi tìm cuộc đời bị đánh cắp của ông bà tôi - (Bảo Chân dịch), NXB Trẻ) là cuốn tự truyện gia đình kể về cuộc đời của ông Matès và bà Idesa Jablonka, là ông bà nội của tác giả. Họ xuất thân là những người Do Thái cộng sản bị truy đuổi khỏi quê hương Ba Lan, nhập cư bất hợp pháp vào Pháp để tránh tù tội. Thế nhưng sau đó, từ Paris, ông Matès và bà Idesa lại trở thành những nạn nhân Do Thái bị trục xuất và đày đến trại Auschwitz rồi bị giết chết trong những đợt thảm sát người Do Thái trong trại tập trung.
Jablonka đã xây dựng nội dung cuốn sách với nhiều nguồn tư liệu lịch sử ở nhiều nước, gặp gỡ những nhân chứng từ Pháp sang Ba Lan, từ Mỹ đến Argentina... để tìm lại những dấu vết của ông bà mình, và được viết với một lối văn biện luận, chặt chẽ nhưng vô cùng trau chuốt, giàu hình ảnh, giàu cảm xúc và đầy nhân văn khiến tác phẩm không những có giá trị về lịch sử mà còn mang những phẩm chất văn chương. Cuốn sách ngay khi phát hành đã trở thành hiện tượng tại Pháp vì sự kết hợp giữa tính sử liệu và tính văn chương giàu nhân văn, được trao 3 giải thưởng danh giá: Prix du Sénat du Livre d'histoire (giải Thượng viện dành cho sách lịch sử), Prix Guizot de l'Académie française (giải Guizot của Viện hàn lâm Pháp), Prix Augustin Thierry des Rendez-vous de l'Histoire (giải Augustin Thierry nghiên cứu sử học), và được đánh giá là một trong mười cuốn sách quan trọng của văn chương Pháp những năm 2012 đến nay.
Laëtitia ou la Fin des hommes (Laëtitia hay là sự cáo chung của nam giới) (Seuil, 2016) một cuốn truyện tiểu sử được Ivan Jablonka viết theo kiểu « tiểu thuyết có thật », qua đó tác giả vận dụng tài năng của sử gia và của nhà văn để kể lại câu chuyện cuộc đời cô gái Laëtitia Perrais, bị bạn trai bắt cóc rồi giết chết và chặt xác ra nhiều mảnh... Giá trị ở cuốn sách không nằm ở việc kể lại một vụ án mà thông qua cái chết bi thảm của nạn nhân tác giả đã phân tích vai trò của truyền thông báo chí, tác động của luật pháp và chính quyền dưới thời tổng thống Nicolas Sarkozy, ảnh hưởng của giới trẻ trong xã hội về bạo lực đối với nữ giới. Ngoài việc kể chuyện thân phận một cô gái trẻ bị sát hại, tác giả phân tích và suy nghiệm sâu sắc hiện tượng bạo lực lên phụ nữ trong xã hội ngày nay. Thêm một lần nữa Ivan Jablonka lại chứng tỏ một sức viết mãnh liêt kết hợp giữa tư liệu sử-xã-hội và sáng tạo văn chương cho một cái nhìn nhân văn với nữ giới trong xã hội đương đại. Cuốn sách đã được trao hai giải thưởng lớn prix Médicis và prix littéraire du Monde (giải văn chương nhật báo Le Monde) năm 2016.

## Văn học và khoa học xã hội
Đưa cái nhìn của sử gia hoặc nhà nghiên cứu vào công việc viết, Ivan Jablonka muốn chứng minh ta có thể vận dụng các ngành khoa học xã hội vào sáng tác văn chương bởi lẽ nếu văn chương cho phép tác giả có ngòi bút sắc sảo và câu chữ đẹp để sáng tạo trong tác phẩm thì khoa học xã hội cho phép nhà văn phân tích và suy nghiệm về xã hội, hiện tượng và con người để hiểu và nhìn rõ hơn hiện thực. Một số nhà văn Pháp tiêu biểu đã chọn cách tiếp cận viết này cho tác phẩm của họ, đặc biệt phải kể đến nữ văn sĩ Annie Ernaux. Cuốn tiểu luận L'histoire est une littérature contemporaine (Lịch sử là văn chương đương đại) (Seuil, 2014), vừa là tiểu luận vừa là cuốn sách lý thuyết bàn về mối liên hệ qua lại giữa lịch sử và văn học, là một minh chứng cho quan điểm sáng tác của Jablonka.

## Giải thưởng
- Năm 2012, cho tác phẩm Histoire des grands-parents que je n'ai pas eus (Seuil, 2016)
  - Prix du Sénat du Livre d'histoire (giải Thượng viện dành cho sách lịch sử)
  - Prix Guizot de l'Académie française (giải Guizot của Viện hàn lâm Pháp)
  - Prix Augustin Thierry des Rendez-vous de l'Histoire (giải Augustin Thierry nghiên cứu sử học).
- Năm 2016, cho tác phẩm Laëtitia ou la Fin des hommes (Seuil, 2016)
  - Prix littéraire du journal Le Monde (giải văn chương nhật báo Le Monde)
  - Prix Médicis du roman français. (giải Médicis tiểu thuyết Pháp)
- Năm 2018, cho tiểu luận En camping-car (Seuil, 2018)
  - Prix France Télévisions (giải thưởng tập đoàn truyền hình Pháp)

## Tác phẩm đã xuất bản
- Les vérités inavouables de Jean Genet, (Những điều không thể nói của Jean Genet) Éditions du Seuil, 2004.
- Ni père ni mère: histoire des enfants de l'Assistance publique (1874-1939), Éditions du Seuil, 2006.
- Enfants en exil: transfert de pupilles réunionnais en métropole (1963-1982), Éditions du Seuil, 2007.
- Jeunesse oblige: histoire des jeunes en France (XIXe – XXIe siècle), PUF, 2009.
- Les enfants de la République: l'intégration des jeunes de 1789 à nos jours, Éditions du Seuil, 2010.
- Histoire des grands-parents que je n'ai pas eus (Đi tìm những cuộc đời bị đánh cắp của ông bà tôi), Éditions du Seuil, La librairie du XXIe siècle, Paris, 2012.
- Nouvelles perspectives sur la Shoah (avec Annette Wieviorka), PUF, 2013.
- L'enfant-Shoah, (Đứa con của Diệt chủng Do Thái) PUF: Paris, 2014
- Le monde au XXIIème siècle. Utopies pour après-demain, PUF: Paris, 2014 (avec Alexis Jenni et Nicolas Delalande)
- L'histoire est une littérature contemporaine. Manifeste pour les sciences sociales, (Lịch sử là văn chương đương đại) Éditions du Seuil, La librairie du XXIe siècle, Paris, 2014.
- Le corps des autres, (Cơ thể của kẻ khác) Éditions du Seuil, Raconter la vie, 2015.
- Laëtitia ou la Fin des hommes (Laëtitia hay là sự cáo chung của nam giới), Éditions du Seuil, La Librairie du XXIe siècle, 2016. - Prix littéraire du Monde 2016 et prix Médicis (roman) 2016.
- En camping-car, Éditions du Seuil, La Librairie du XXIe siècle, 2018. - Prix France Télévisions 2018, catégorie essai.
- Des hommes justes. Du patriarcat aux nouvelles masculinités, Éditions du Seuil, « Les livres du nouveau monde », 2019
- Un garçon comme vous et moi, Éditions du Seuil, « La librairie du XXe siècclle », 2021
- Goldman, Éditions du Seuil, « La librairie du XXe siècclle », 2023
- Le Troisième Continent ou la Littérature du réel, Editions du Seuil « Traverse », 2024